# Powiat Ansbach
Powiat Ansbach (niem. Landkreis Ansbach) – powiat w Niemczech, w kraju związkowym Bawaria, w rejencji Środkowa Frankonia, w regionie Westmittelfranken.
Siedzibą powiatu Ansbach jest miasto na prawach powiatu Ansbach, które do powiatu nie należy.

## Podział administracyjny
W skład powiatu Ansbach wchodzi:
- dwanaście gmin miejskich (Stadt)
- 13 gmin targowych (Markt)
- 33 gminy wiejskie (Gemeinde)
- osiem wspólnot administracyjnych (Verwaltungsgemeinschaft)
- jeden obszar wolny administracyjnie (gemeindefreies Gebiet)

Miasta:
| Lp. | Nazwa miasta             | Ludność (31.12.2013) | Powierzchnia km² |
| --- | ------------------------ | -------------------- | ---------------- |
| 1   | Dinkelsbühl              | 11.315               | 75,19            |
| 2   | Feuchtwangen             | 12.062               | 137,40           |
| 3   | Heilsbronn               | 9.145                | 62,23            |
| 4   | Herrieden                | 7.636                | 81,71            |
| 5   | Leutershausen            | 5.463                | 84,11            |
| 6   | Merkendorf               | 2.783                | 26,08            |
| 7   | Ornbau                   | 1.591                | 15,16            |
| 8   | Rothenburg ob der Tauber | 10.926               | 41,45            |
| 9   | Schillingsfürst          | 2.765                | 27,52            |
| 10  | Wassertrüdingen          | 5.901                | 53,58            |
| 11  | Windsbach                | 6.057                | 68,17            |
| 12  | Wolframs-Eschenbach      | 2.923                | 25,47            |

Gminy targowe:
| Lp. | Nazwa gminy targowej | Ludność (31.12.2013) | Powierzchnia km² |
| --- | -------------------- | -------------------- | ---------------- |
| 1   | Arberg               | 2.288                | 31,31            |
| 2   | Bechhofen            | 5.880                | 60,12            |
| 3   | Colmberg             | 1.945                | 38,35            |
| 4   | Dentlein am Forst    | 2.308                | 18,03            |
| 5   | Dietenhofen          | 5.549                | 63,96            |
| 6   | Dombühl              | 1.628                | 17,90            |
| 7   | Dürrwangen           | 2.554                | 23,03            |
| 8   | Flachslanden         | 2.357                | 41,00            |
| 9   | Lehrberg             | 3,077                | 50,88            |
| 10  | Lichtenau            | 3.732                | 41,39            |
| 11  | Schopfloch           | 2.825                | 15,34            |
| 12  | Weidenbach           | 2.184                | 21,71            |
| 13  | Weiltingen           | 1.371                | 24,02            |

Gminy wiejskie:
| Lp. | Nazwa gminy         | Ludność (31.12.2013) | Powierzchnia km² |
| --- | ------------------- | -------------------- | ---------------- |
| 1   | Adelshofen          | 973                  | 27,18            |
| 2   | Aurach              | 2.794                | 36,72            |
| 3   | Bruckberg           | 1.348                | 7,62             |
| 4   | Buch am Wald        | 993                  | 26,47            |
| 5   | Burgoberbach        | 3.226                | 12,59            |
| 6   | Burk                | 1.119                | 14,10            |
| 7   | Diebach             | 1.093                | 22,37            |
| 8   | Ehingen             | 1.938                | 47,63            |
| 9   | Gebsattel           | 1.717                | 19,12            |
| 10  | Gerolfingen         | 974                  | 12,59            |
| 11  | Geslau              | 1.344                | 41,97            |
| 12  | Insingen            | 1.150                | 21,33            |
| 13  | Langfurth           | 2.118                | 21,17            |
| 14  | Mitteleschenbach    | 1.588                | 10,51            |
| 15  | Mönchsroth          | 1.570                | 11,92            |
| 16  | Neuendettelsau      | 7.535                | 33,80            |
| 17  | Neusitz             | 2.005                | 13,79            |
| 18  | Oberdachstetten     | 1.562                | 23,66            |
| 19  | Ohrenbach           | 609                  | 22,74            |
| 20  | Petersaurach        | 4.859                | 41,80            |
| 21  | Röckingen           | 728                  | 10,91            |
| 22  | Rügland             | 1.232                | 20,89            |
| 23  | Sachsen bei Ansbach | 3.275                | 20,95            |
| 24  | Schnelldorf         | 3.583                | 51,48            |
| 25  | Steinsfeld          | 1.192                | 31,80            |
| 26  | Unterschwaningen    | 867                  | 18,57            |
| 27  | Weihenzell          | 2.847                | 45,18            |
| 28  | Wettringen          | 970                  | 21,46            |
| 29  | Wieseth             | 1.365                | 20,65            |
| 30  | Wilburgstetten      | 2.059                | 25,30            |
| 31  | Windelsbach         | 1.051                | 38,51            |
| 32  | Wittelshofen        | 1.253                | 24,23            |
| 33  | Wörnitz             | 1.712                | 24,45            |

Wspólnoty administracyjne:
| Lp. | Nazwa wspólnoty administracyjnej | Ludność (31.12.2013) | Powierzchnia km² | Liczba gmin |
| --- | -------------------------------- | -------------------- | ---------------- | ----------- |
| 1   | Dentlein am Forst                | 4.792                | 52,76            | 3           |
| 2   | Hesselberg                       | 5.760                | 113,93           | 5           |
| 3   | Rothenburg ob der Tauber         | 10.041               | 216,44           | 8           |
| 4   | Schillingsfürst                  | 9.161                | 140,17           | 6           |
| 5   | Triesdorf                        | 3.775                | 45,42            | 2           |
| 6   | Weihenzell                       | 5.427                | 73,69            | 3           |
| 7   | Wilburgstetten                   | 5.000                | 61,22            | 3           |
| 8   | Wolframs-Eschenbach              | 4.511                | 35,98            | 2           |

Obszary wolne administracyjnie:
| Lp. | Nazwa obszaru | Ludność (31.12.2013) | Powierzchnia km² |
| --- | ------------- | -------------------- | ---------------- |
| 1   | Unterer Wald  | niezamieszkany       | 1,82             |